# 清家吉次郎

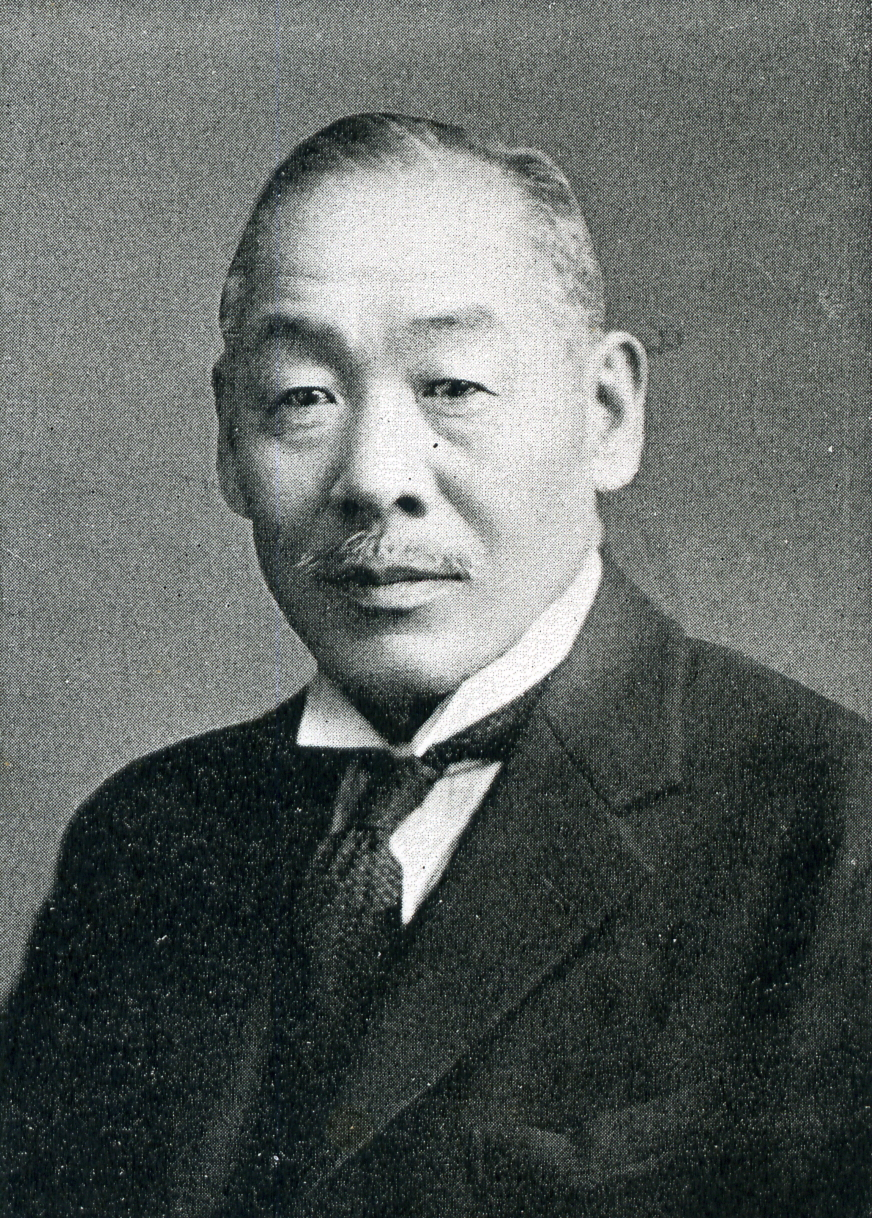
清家吉次郎

清家 吉次郎（せいけ きちじろう、慶応2年9月14日（1866年10月22日） - 昭和9年（1934年）2月23日）は、日本の衆議院議員（立憲政友会）、愛媛県吉田町長。

## 経歴
伊予国宇和郡喜佐方村（現在の愛媛県宇和島市）に、清家権四郎の二男として生まれる。1889年（明治22年）、愛媛師範学校を卒業し、喜多郡大洲尋常高等小学校に訓導として赴任し、やがて校長に昇進した。1900年（明治33年）、南宇和郡視学に任命され、伊予郡、西宇和郡、北宇和郡の視学を歴任した。
1911年（明治44年）に官を辞し、北宇和郡から県会議員に当選。1919年（大正8年）からは議長を務めた。
1918年（大正7年）、吉田町長に就任。火葬場・病院・学校の建設や吉田港の修築を行い、また宇和柑橘同業組合を組織して柑橘類の輸出に取り組んだ。他に宇和島運輸会社監査役・第二十九銀行監査役・帝国水産会議員などの役職に就いた。
1930年（昭和5年）、第17回衆議院議員総選挙に出馬し、当選。第18回衆議院議員総選挙でも再選された。

## 著書
- 『欧米独断』（1928年）